# Chondrostoma
Chondrostoma – rodzaj ryb z rodziny karpiowatych (Cyprinidae).

## Klasyfikacja
Gatunki zaliczane do tego rodzaju:
- Chondrostoma angorense
- Chondrostoma beysehirense
- Chondrostoma colchicum – świnka kolchidzka[3]
- Chondrostoma cyri – świnka kurska[3]
- Chondrostoma fahirae – strzebla turecka[4]
- Chondrostoma holmwoodii
- Chondrostoma kinzelbachi
- Chondrostoma knerii – świnka dalmatyńska[5]
- Chondrostoma kubanicum
- Chondrostoma meandrense
- Chondrostoma nasus – świnka pospolita[3], świnka[3]
- Chondrostoma orientale
- Chondrostoma oxyrhynchum – świnka terska[3], świnka czarnobrzucha[6], świnka czarnobrzuszka[7]
- Chondrostoma phoxinus – świnka bośniacka[8]
- Chondrostoma prespense
- Chondrostoma regium
- Chondrostoma scodrense
- Chondrostoma soetta – świnka włoska[5]
- Chondrostoma vardarense
- Chondrostoma variabile

Gatunkiem typowym jest Cyprinus nasus (Ch. nasus).